# Caenota simulans
Caenota simulans är en nattsländeart som beskrevs av Mosely in Mosely och Douglas E. Kimmins 1953. Caenota simulans ingår i släktet Caenota och familjen Calocidae. Inga underarter finns listade i Catalogue of Life.